# The Dream Chapter: Magic
The Dream Chapter: Magic es el primer álbum de estudio de la boy band surcoreana TXT. Fue lanzado el 21 de octubre de 2019 por Big Hit Music. El sencillo principal, «Run Away», fue lanzado con su vídeo musical el mismo día. El álbum debutó en la cima de la lista de álbumes de Gaon, convirtiéndose en el segundo lanzamiento de TXT del año que ingresa en esta posición. El álbum está dividido en dos conceptos: Arcadia y Sanctuary.

## Antecedentes y lanzamiento
El 8 de agosto de 2019, Big Hit Entertainment anunció que originalmente habían planeado lanzar un nuevo álbum en agosto, pero debido a que uno de los miembros, Soobin, fue diagnosticado con conjuntivitis y Yeonjun, afectado por dolores de espalda, el álbum debió ser postergado hasta septiembre. El 20 de agosto, Big Hit reveló que los miembros Taehyun y Hueningkai también habían sido diagnosticados con conjuntivitis, por lo que hubo una reprogramación más del álbum en la fecha de lanzamiento de septiembre a octubre.
Finalmente, el 1 de octubre, Big Hit reveló un mini adelanto del nombre y una nueva imagen del álbum, titulado The Dream Chapter: Magic. El 2 de octubre se publicó el tráiler de lo que sería el concepto del álbum, con temáticas escolares y mágicas. El 13 y 16 de octubre se revelaron teasers previos a la canción del videoclip, la cual lleva por nombre «Run Away». El 17 de octubre, se anunciaron la lista de canciones que se incluirán dentro del álbum, siendo un total de 8 canciones, además de confirmar que esta vez, TXT tendría su primer álbum completo de estudio.
El 21 de octubre a las 06:00 (KST), Big Hit lanzó el álbum completo en todas las plataformas digitales de música, junto al videoclip principal, el cual fue presentado por los miembros de la banda a sus fanáticos, a través de un showcase de regreso titulado Tomorrow X Together Welcome Back Show, organizado por el canal de televisión musical surcoreano Mnet y transmitido por YouTube y la aplicación V Live.

## Recepción
Billboard describió el álbum como un "paisaje sonoro complejo y variado inspirado en el tema principal, con elementos de groove, punk-pop, R&B, house y una amplia gama de otros géneros en dónde los cinco integrantes, Soobin, Yeonjun, Beomgyu, Taehyun y Hueningkai, comparten más lados para sí mismos como uno de los actos de grupo novato más emocionantes de este año".

## Lista de canciones
| The Dream Chapter: Magic |                                                                              | |                         |          |  |
| N.º                      | Título                                                                       | Escritor(es) | Productor(es)           | Duración |  |
| 1.                       | «New Rules»                                                                  | Supreme Boi, EL CAPITXN, Daniel Caesar, Ludwig Lindell, Jordan "DJ Swivel" Young, Candace Nicole Sosa, Max Lynedoch Graham, Matt Thomson, Wilhelm Borjesson, danke | Supreme Boi             | 2:55     |  |
| 2.                       | «9와 4분의 3 승강장에서 너를 기다려 (Run Away)»                              | Slow Rabbit, Supreme Boi, Melanie Joy Fontana, Michel "Lindgren" Schulz, Andreas Carlsson, "Hitman" Bang, Pauline Skött, Peter St James                            | Slow Rabbit             | 3:32     |  |
| 3.                       | «간지러워 (Roller Coaster)»                                                  | Sam Klempner, Jacob Attwool, Supreme Boi, Slow Rabbit, "Hitman" Bang, ADORA, Hueningkai, EL CAPITXN, Bobby Chung                                                   | Sam Klempner            | 3:34     |  |
| 4.                       | «Poppin' Star»                                                               | Shae Jacobs, Lauren Amber Aquilina, ADORA, "Hitman" Bang, Jeon Soo Kyung, Song Jae Kyung                                                                           | Shae Jacobs             | 3:13     |  |
| 5.                       | «그냥 괴물을 살려두면 안 되는 걸까 (Can't We Just Leave The Monster Alive?)» | Wonderkid, Shin Kung, Melanie Joy Fontana, Michel "Lindgren" Schulz, ADORA, "Hitman" Bang, Jeon Soo Kyung                                                          | Wonderkid, Shin Kung    | 3:51     |  |
| 6.                       | «Magic Island»                                                               | Peter Thomas, Jake Torrey, Supreme Boi, Slow Rabbit, "Hitman" Bang, Song Jae Kyung, Joni, GHSTLOOP                                                                 | Peter Thomas            | 3:13     |  |
| 7.                       | «20cm»                                                                       | Jordan Kyle, Shin Hyeon, Jayrah Gibson, danke, Slow Rabbit, ADORA, "Hitman" Bang, Hiss Noise, Bobby Chung, Joni                                                    | Jordan Kyle, Shin Hyeon | 3:37     |  |
| 8.                       | «Angel Or Devil»                                                             | Pdogg, Supreme Boi, Slow Rabbit, Melanie Joy Fontana, Michel "Lindren" Schulz, "Hitman" Bang, Peter Ibsen, Naitumela Masuku                                        | Pdogg, Slow Rabbit      | 3:52     |  |
| 27:43                    |                                                                              | |                         |          |  |